# 中国康华发展总公司
中国康华发展总公司是1988年3月经中华人民共和国国务院批准成立的国有公司，派生自中国残疾人基金会（现称中国残疾人福利基金会）。前身是1984年9月由中国残疾人福利基金会投资600万元，中央计委拨付500万美元，由邓朴方建立的康华公司。国务院批准经营范围为：实业投资、技术开发、承包工程、咨询服务和信托投资业务。

## 歷程

### 人事裙帶質疑與公司拆分
董事长唐克，副董事长高扬文，总裁韩伯平，常务副总裁周传典。該公司由鄧小平的長子鄧樸方等人創建，與1980年代的“官倒”現象緊密相關。該公司享受免稅待遇。由於六四事件後，該公司1988年10月起與中国残疾人基金会脫鉤，所以公司不再享受免稅待遇。
根據国务院工作组传达国务院1989年11月30日会议精神，該公司被拆解。1990年2月7日《国务院办公厅转发中国康华发展总公司〈关于所属子公司撤并转方案请示的通知〉》（国办发〔1990〕5号）：
- 决定撤销的子公司14个：
  1. 中国康华龙升公司
  2. 中国康华能源综合开发公司
  3. 中国康华民生实业公司
  4. 康华内蒙古开发公司
  5. 康华长江(集团)公司
  6. 中国康华淮海发展公司
  7. 康华东方公司
  8. 中国康华黄河发展公司
  9. 中国康华社会服务公司
  10. 中国康华实业有限公司
  11. 中国康华国际信托投资公司
  12. 中国康华交通技术开发公司
  13. 中国康华新材料发展公司
  14. 康华华中公司
- 决定并转的子公司42个：
  1. 深圳康发发展公司并入中国有色金属总公司深圳联合公司
  2. 康华闽南开发公司并入厦门经济特区大达开发公司
  3. 康华连云港开发公司并入中国远洋运输总公司
  4. 中国华兴公司并入中国建筑工程总公司
  5. 康华胶东发展公司并入烟台聚氨酯制品开发公司
  6. 康泰国际贸易有限公司并入深圳经济特区工业品贸易(集团)公司
  7. 康华天津公司并入天津市立津经济发展公司
  8. 康华龙江开发公司并入中国黑龙江国际经济技术合作公司
  9. 伯利兹康华公司并入首都钢铁公司
  10. 康华辽南开发公司并入鞍山市经济技术协作开发总公司
  11. 中国康华城市设计院并入中国建筑工程总公司
  12. 中国康华产业信息公司并入中国国际信托投资公司
  13. 中国康华地下工程公司并入中国建筑工程总公司
  14. 康华光电应用技术公司并入中国电子系统工程公司
  15. 北京燕山滴灌联合总站转入水电科学研究院
  16. 中国康华国际软件开发公司中方股份转给中国电子产业信息集团公司
  17. 中国康华电子公司并入中国电子产业信息集团公司
  18. 中国康富国际租赁有限公司中方股份转给南光有限公司
  19. 中国康辉旅行社转入国家旅游局
  20. 康华律师事务所转入司法部
  21. 中国康华金属开发公司并入中国国际信托投资公司
  22. 江淮康华开发公司并入安徽省非金属矿开发服务公司
  23. 中国康华中小企业国际合作公司并入海南环岛国际珠宝公司
  24. 中国康华国际经济技术咨询公司并入中国科学技术协会所属信息中心,不再称公司
  25. 中国康华矿业开发运输公司并入北京农工商联合总公司
  26. 中国机动车辆安全鉴定检测中心并入中国京安总公司
  27. 中国康华怡兴公司并入中国法学学术交流服务公司
  28. 中国展望出版社转入国家土地管理局
  29. 中国海南康华(集团)有限公司并入中国电子信息产业集团公司
  30. 中国华联房地产开发公司并入中国建筑工程总公司
  31. 中国康华稀土开发公司并入中国技术进出口总公司
  32. 康华南方(集团)公司并入中国技术进出口总公司
  33. 中国康华宁波开发公司并入中国技术进出口总公司
  34. 康华海龙开发公司并入内蒙古自治区海拉尔市经济贸易公司
  35. 中国康华黄鹤实业开发公司转入武汉市工程科学技术研究院,从事技术开发业务
  36. 中国康华海外食品开发公司转入中国华兴公司,随同中国华兴公司并入中国建筑工程总公司
  37. 北京康仁医药公司并入中国医药公司北京公司
  38. 中国康华延边公司并入中国国际信托投资公司中信贸易公司
  39. 康辉汽车旅运有限公司并入北京市住宅建设总公司
  40. 中国康华牛黄开发公司并入中国民族经济开发总公司
  41. 中国康华人才开发公司并入中国新技术创业投资公司
  42. 中国康华实业有限公司上海公司并入中国福利企业总公司